# Fore River Shipyard

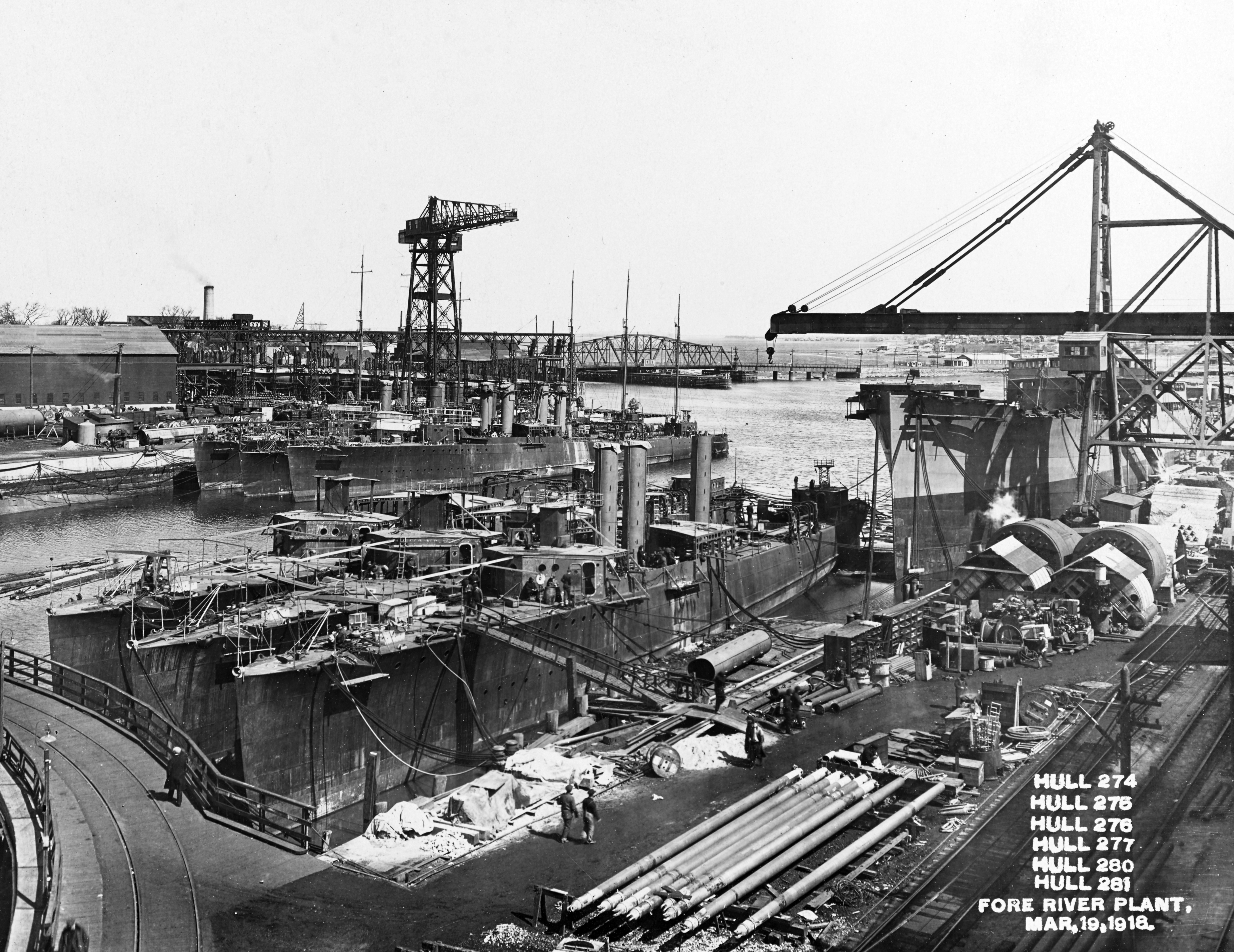
Die Katrina Luckenbach und mehrere Zerstörer bei der Ausrüstung auf dem Fore River Shipyard am 19. März 1918

Der Fore River Shipyard war eine US-amerikanische Werft in Massachusetts südlich von Boston.
Sie wurde von Thomas A. Watson 1884 am Fluss Fore nahe der Stadt East Braintree als Fore River Ship and Engine Building Company gegründet. 1901 zog sie in die Nähe der Stadt Quincy.
Für Japan wurden fünf U-Boote gebaut, welche im Russisch-Japanischen Krieg eingesetzt wurden. Von 1907 bis 1924 wurden im Fore River Ship Yard U-Boote für die Electric Boat Corporation gebaut. Die Werft wurde 1913 von Bethlehem Steel gekauft und in „Fore River Shipyard“ umbenannt. Im Jahre 1964 wurde der Komplex von General Dynamics gekauft. Die Werft wurde im Jahre 1986 geschlossen.
Auf der Werft wurden mehrere bekannte Kriegsschiffe gebaut, unter anderem die Lexington, der dritte Flugzeugträger der United States Navy; der Kreuzer Salem oder der erste Atomkreuzer, die Long Beach. Auch der weltgrößte (Gaffel)-Schoner und einzige Siebenmaster der Welthandelsflotte, die Thomas W. Lawson, stammte von dieser Werft.
Die bekanntgewordene Kilroy-Zeichnung mit dem Satz „Kilroy was here“ hatte ihren Ursprung auf der Fore-River-Werft. Sie entstand während des Zweiten Weltkriegs als eine Art Kontrollzeichen des Schweißnahtinspektors John J. Kilroy.
Nach der Schließung der Werft kehrte die Salem 1994 zurück und ist ein Ausstellungsstück des dort angesiedelten United States Naval Shipbuilding Museum. Einige Teile der Werft wurden 2004 von einem Autohändler als Lagerstätte gekauft; andere Teile dienen als Anlegestelle für Pendlerboote aus Boston. Ein Teil des 1975 errichteten großen Bockkrans der Werft (Goliath crane genannt und zeitweise der weltweit zweitgrößte seiner Art) brach bei seiner Demontage im August 2008 zusammen, wobei ein Arbeiter starb. Der Seeponton, mit dem der erst Monate später fertig demontierte Kran zur Werft Daewoo-Mangalia Heavy Industries nach Rumänien transportiert wurde, erhielt in Erinnerung an den verunglückten Arbeiter den Namen Harvey. Auch der große Schwimmkran der Fore-River-Werft wurde schließlich im Juli/August 2009 in Boston abgebrochen.